# Waimate
Waimate är en stad i Nya Zeeland som ligger i norra delen av regionen Canterbury på Sydön. Staden ligger 45 kilometer sydväst om Timaru. Waimate hade 2 775 invånare vid folkräkningen 2013.
Waimate är känt för sina rödhalsade wallabyer, vilka importerades från Australien under 1870-talet. Ett antal djur rymde och de lever nu vilt i områdena runt staden. Det finns även djurparker där wallabyerna kan ses av turister.

## Historia
Waimate var ursprungligen en maoriby vid namn Te Waimatemate, vilket betyder långsamt rörliga vatten. 1854 kom Michael Studholme till området och kom överens med Te Huruhuru, ledaren för lokalbefolkningen om att få bedriva fårskötsel i stor skala i området.
Det fanns rikligt med skog i området, och staden etablerades runt timmerindustrin under slutet av 1850-talet. 1864 hade Waimate cirka 300 invånare och sågverken var dess viktigaste industri, 1877 fanns det fem stycken i drift. Samma år kom också järnvägen till staden. 1878 förstörde en skogsbrand större delen av det närliggande skogsområdet och stadens huvudindustri försvann.
Waimate blev officiellt stad 1879 och var administrativt centrum för Waimate County. Under 1880-talet började jordgubbar odlas på markerna runt staden, och under sommaren 1898 uppskattades det att mellan 150 och 200 personer var anställda inom jordgubbsindustrin och att i snitt fem godsvagnar med jordgubbar lämnade staden dagligen. Jordgubbsindustrin nådde sin höjdpunkt i Waimate under 1940-talet, men är fortfarande en viktig del i stadens ekonomi.